# Суден-Лавинадьер
Суде́н-Лавинадье́р (фр. Soudaine-Lavinadière, окс. Sodena e la Vinadièra) — коммуна во Франции, находится в регионе Лимузен. Департамент — Коррез. Входит в состав кантона Треньяк. Округ коммуны — Тюль.
Код INSEE коммуны — 19262.
Коммуна расположена приблизительно в 370 км к югу от Парижа, в 50 км юго-восточнее Лиможа, в 33 км к северу от Тюля.

## Население
Население коммуны на 2008 год составляло 197 человек.
| 1962 | 1968 | 1975 | 1982 | 1990 | 1999 | 2008 |
| ---- | ---- | ---- | ---- | ---- | ---- | ---- |
| 274  | 319  | 271  | 233  | 229  | 193  | 197  |

## Экономика
В 2007 году среди 128 человек в трудоспособном возрасте (15-64 лет) 71 были экономически активными, 57 — неактивными (показатель активности — 55,5 %, в 1999 году было 67,6 %). Из 71 активных работали 67 человек (34 мужчины и 33 женщины), безработных было 4 (2 мужчин и 2 женщины). Среди 57 неактивных 15 человек были учениками или студентами, 25 — пенсионерами, 17 были неактивными по другим причинам.

## Достопримечательности
- Бывшее командорство ордена Гроба Господня (XIII век). Памятник истории с 2003 года[3]

## Фотогалерея
- Мэрия
- Церковь
- Река Суден[фр.]